# Alamance
Alamance è una città (Village) nella Contea di Alamance, nella Carolina del Nord. La popolazione era di 310 abitanti secondo il censimento del 2000. Secondo una stima del 2008 la popolazione era di circa 357 abitanti.

## Geografia fisica
Secondo l'United States Census Bureau la città sorge su un'area di 1.9 km², dei quali, 1.8 km² di terraferma e l'1.37% di acque interne.

## Società

### Evoluzione demografica
Secondo il censimento del 2000 in città vi erano 310 abitanti, 148 abitazioni e 92 famiglie. La densità di popolazione era di 168.6 abitanti per km². Dal punto di vista razziale vi era il 97.10% di bianchi, 1.29% di uomini di colore, lo 0.65% di Nativi Americani, lo 0.32% di Asiatici e lo 0.65% di uomini appartenenti a due o più razze.
Nella città la popolazione era eterogenea e vi era il 17.7% di abitanti con meno di 18 anni, il 6.1% di abitanti con un'età compresa fra i 18 e i 24 anni, il 30.6% di abitanti con un'età compresa fra i 25 e i 44 anni, il 20.6% di abitanti con un'età compresa fra i 45 e i 64 anni e il 24.8% di abitanti con 65 anni o più. L'età media era di 43 anni. Per ogni 100 donne vi erano 87.9 uomini. Per ogni 100 donne con 18 anni o più vi erano 87.5 uomini.
Il guadagno medio per una famiglia in città era di $52,500. Il guadagno medio per un uomo in città era di $41,875 mentre per una donna $26,768.